# پارک‌وی (فیلم)
پارک‌وی فیلمی به کارگردانی و نویسندگی فریدون جیرانی و به تهیه‌کنندگی غلامرضا موسوی است که در سال ۱۳۸۵ ساخته شده‌است.

## خلاصه فیلم
پل پارک‌وی تهران برای کوهیار هدایت صرفاً بخشی از یک بزرگراه نیست، پلی است به سوی رها روانبخش، پلی که کوهیار فکر می‌کند با حرکت خلاف جهت روی آن به قصه عشق می‌رسد، اما نمی‌داند که سرانجام این قصه لالایی نیست.

## بازیگران
- نیما شاهرخ‌شاهی در نقش کوهیار هدایت
- رعنا آزادی‌ور در نقش رها روانبخش
- بیتا فرهی در نقش فلور
- محمدرضا شریفی‌نیا در نقش پدر رها
- نیوشا ضیغمی در نقش دوست رها
- مائده طهماسبی
- جمشید شاه‌محمدی
- امیر پاشا
- راحله میرزایی
- علی‌اصغر طبسی
- علی کاظمی
- نادعلی سلحشور
- آناهیتا نعمتی در نقش سیمین مشرقی
- مهدی احمدی